# Ixora batuensis
Ixora batuensis är en måreväxtart som beskrevs av Cornelis Eliza Bertus Bremekamp. Ixora batuensis ingår i släktet Ixora och familjen måreväxter. Inga underarter finns listade i Catalogue of Life.